# Liste von Burgen, Schlössern und Festungen in Estland
Diese Liste führt Burgen, Schlösser und Festungen in Estland auf.
| Name                                        | Ort / Lage                         | Typ                          | Bemerkungen | Bild |
| ------------------------------------------- | ---------------------------------- | ---------------------------- | --- | ---- |
| Burg Arensburg                              | Kuressaare                         | Burg                         | |      |
| Bischofsburg Haapsalu                       | Haapsalu                           | Bischofsburg                 | |      |
| Burg Kyda                                   | Kiiu                               | Burg                         | Erhaltener sogenannter Mönchsturm (= ältester erhaltener Festungsbau Estlands) einer sonst abgegangenen Kirchenburg                                        |      |
| Schloss Lode                                | Koluvere                           | Schloss (ehem. Bischofsburg) | Nach Brand neu aufgebaut, heute Privatbesitz |      |
| Castrum Danorum                             | Tallinn                            | Burg                         | |      |
| Burg Wesenberg                              | Rakvere                            | Burg                         | |      |
| Hermannsfeste                               | Narva Lage                         | Feste                        | |      |
| Ordensburg Tolsburg                         | Toolse Lage                        | Burgruine                    | |      |
| Burg Lais                                   | Laiuse                             | Burgruine                    | |      |
| Ordensburg Fellin                           | Viljandi Lage                      | Ruine                        | Die Ordensburg wurde 1224 zu einer Festung umgebaut, das tatsächliche Datum der Erbauung ist unbekannt. Im frühen 17. Jahrhundert wurde die Burg zerstört. |      |
| Burg Werder                                 | Virtsu                             | Ruine                        | |      |
| Ordensburg Weißenstein (Burg Paide)         | Paide                              | Ruine                        | |      |
| Schloss Talkhof                             |                                    |                              | |      |
| Wohnturm Wack (Estnisch: Vao vasallilinnus) | Vao (Lääne-Viru), Kreis Lääne-Viru | Turmburg, Wohnturm           | Die Burg war über Jahrhunderte Besitz baltendeutscher Familien, 1986 restauriert.                                                                          |      |

- Karte mit allen verlinkten Seiten:
- OSM |
- WikiMap